# Jarosław Glinka
Jarosław Glinka (ur. 8 sierpnia 1959 w Zielonej Górze, zm. 7 listopada 2020) – polski żużlowiec.
Sport żużlowy uprawiał w latach 1977–1985, przez całą karierę reprezentując barwy klubu Falubaz Zielona Góra.
Pięciokrotny medalista drużynowych mistrzostw Polski: trzykrotnie złoty (1981, 1982, 1985) oraz dwukrotnie brązowy (1979, 1984). Finalista turnieju o "Brązowy Kask" (Częstochowa 1979 – VII miejsce).